# Zuzana Vojířová von Vacovice
Zuzana Vojířová von Vacovice (* um 1560; † 1616 in Soběslav) war eine böhmische Adlige und Hofdame Peter Woks von Rosenberg. Sie ist Gegenstand von Legenden als Geliebte Peter Woks und als Weiße Frau von Soběslav.

## Leben
Zuzana Vojířová entstammte dem Kleinadelsgeschlecht der Šaška Vojíř von Vacovice, das vermutlich in Vacovice seinen Ursprung hatte und in den Diensten der Herren von Rosenberg stand. Wahrscheinlich war sie eine Tochter des Strakonitzer Burggrafen Kryštof Saska Vojíř von Vacovice. 
Ab 1580 gehörte Zuzana Vojířová zum durch Peter Wok für seine Ehefrau Katharina von Ludanitz neu eingerichteten Frauenzimmer auf Schloss Bechyně. Im Laufe der Zeit stieg sie aus zunächst niederer Position schließlich zur ersten Gesellschafterin von Katharina von Ludanitz auf Schloss Český Krumlov auf und begleitete diese während ihrer langen, von Depressionen geprägten Krankheit. Nachdem diese am 22. Juni 1601 im Alter von 35 Jahren verstarb, erhielt Zuzana Vojířová wahrscheinlich die Position der Hausherrin im Frauenzimmer. Mit der Verlegung des Herrschaftssitzes nach Třeboň lebte sie ab 1602 im Frauenzimmer auf Schloss Třeboň. Im Sommer 1609 widmete ihr Peter Wok für knapp 30-jährige treue Dienste in Soběslav das Haus Špulířovský dům (Rožmberský dům) mit einem Stück Park und Lusthaus sowie den Hof Ježkovský dvůr in der Táborer Vorstadt einschließlich des Dorfes Maškovsky erblich. 
Peter Wok bedachte 1611 testamentarisch die Damen des Frauenzimmers mit 3000 Schock meißnischen Groschen. Im Gegensatz dazu erhielt Zuzana Vojířová ein besonderes Geschenk. Die herrschaftlichen Beamten Theobald Hock und Matěj Dekara reisten am 19. November 1611 nach Soběslav und übergaben dem Bürgermeister ein versiegeltes Kästchen sowie eine Begleiturkunde Peter Woks. Zuzana Vojířová, die sich zu dieser Zeit auf Schloss Třeboň aufhielt, wurde einen Monat nach Peter Woks Tod von dem im Soběslaver Waisenkeller (sirotčí sklep) deponierten Geschenk unterrichtet, dessen Herausgabe der Rat jedoch trotz mehrmaliger Aufforderungen verweigerte.
Johann Georg von Schwanberg, der 1612 das Erbe des Rosenberger angetreten hatte, verdächtigte Zuzana Vojířová des Diebstahls des nicht auffindbaren Familienschmuckes der Rosenberger. Er ließ ihr Haus in Soběslav versiegeln und sie festnehmen und foltern. Bei der Öffnung der Schatulle kam jedoch nicht der gesuchte Schmuck, sondern Rosenberger Golddublonen und eine Urkunde Peter Woks zum Vorschein.
Später heiratete Zuzana Vojířová den Soběslaver Metzger Jindřich Ovčička, der ihren Besitz vertrank. Die unglückliche Ehe war nicht von langer Dauer, da sich ihr Mann zu Tode trank. Zuzana Vojířová verstarb 1616, ihr Begräbnis beschreibt Martin Zeiler im Reyssbuch durch Hoch und Nider Teutschland. 

## Nachleben
Noch zu ihren Lebzeiten verbreiteten sich Gerüchte über eine Liebschaft zwischen Peter Wok und Zuzana Vojířová. Diese gingen vermutlich von den Jesuiten aus, da Zuzana Vojířová wie auch Peter Wok und Katharina von Ludanitz der Religionsgemeinschaft der Böhmischen Brüder angehörten. Nach ihrem Tod entstand in Soběslav die Legende von der Weißen Frau. Des Weiteren wurde ein an den Rat zu Soběslav gerichtetes Schriftstück Peters Woks von 1580 über die Ankunft einer namentlich nicht genannten Tochter des Soběslaver Müllers Zikmund in Bechyně mit Zuzana Vojířová in Verbindung gebracht.
Gustav Pfleger-Moravský machte sie zum Gegenstand seines Dramas Della Rosa. Von ihrer angeblichen Romanze mit Peter Wok handelt die 1958 uraufgeführte Oper Zuzana Vojířová von Jiří Pauer und Jan Bor, die 1983 unter der Regie von Petr Weigl verfilmt wurde.